# Ellen Karlsson
Ellen Johanna Karlsson, född 6 januari 1986 i Sundbyberg, är en svensk barnboksförfattare och bokförläggare. Hon är uppvuxen i Hallonbergen i Sundbyberg.
Hon debuterade 2013 med Snöret, fågeln och jag och tillsammans med illustratören Eva Lindström vann hon Augustpriset i klassen barn- och ungdomsböcker för boken. Hennes äldre syster Ylva Karlsson vann samma pris 2009 för boken Skriv om och om igen.
Ellen Karlssons föräldrar var barnboksrecensenter. Själv har hon studerat litteraturvetenskap med inriktning mot barnlitteratur. Hon har även arbetat i bokhandel. 2012-2018 drev hon bilderboksförlaget Urax som gav ut nya, gamla och översatta bilderböcker.
Sedan augusti 2018 jobbar hon som bilderboksredaktör på Rabén & Sjögren.